# Nils Olav
Sir Nils Olav er en kongepingvin, der tilhører Edinburgh Zoo i Skotland. Han er maskot og Honourable Regimental Sergeant Major for Hans Majestæt Kongens Garde. Navnet og rangen er blevet videregivet til tre kongepingviner siden 1972. Den nuværende er Nils Olav III.